# Výhřevná plocha
Výhřevná plocha je jednou ze základních charakteristik parního kotle. Je to plocha kotle, na níž dochází k předávání tepla spáleného paliva do vody a páry. Udává se v m2.

## Vnitřní a vnější výhřevná plocha
Výhřevnou plochu můžeme rozdělit na vnitřní a vnější. Vnitřní je ta, která je ve styku s vodou anebo párou, vnější přichází do styku s plameny nebo horkými spalinami. Tyto dvě plochy jsou obvykle mírně rozdílné, protože velká část výhřevné plochy má zaoblený tvar a materiál kotle má nenulovou tloušťku. U kotlů, kde procházejí spaliny trubkami uvnitř vodního prostoru je větší vnitřní výhřevná plocha, u vodotrubých kotlů naopak vnější.

## Přímá a nepřímá výhřevná plocha
Přímá výhřevná plocha je ta, která přichází do styku s plameny. Nepřímá přichází do styku jen s horkými spalinami. 
Přímá výhřevná plocha umožňuje několikanásobně vyšší přenos tepla na jednotku plochy, než nepřímá. Je to způsobeno jednak tím, že na přímou výhřevnou plochu může být teplo přenášeno i sáláním, jednak tím, že v její blízkosti probíhá spalování a tudíž jsou plyny teplejší než v blízkosti nepřímé výhřevné plochy.
Tento poznatek měl velký význam zvláště pro konstrukci kotlů, kde byla vyžadována malá velikost kotle na jednotku výkonu (kotle s vysokým zatížením kotlové plochy), jako jsou například lokomotivní kotle. U stabilních kotlů bylo vždy možno řešit problém výkonu kotle jeho zvětšením a stavbou větší kotelny.

## Zvyšování výhřevné plochy lokomotivních kotlů
Přímou výhřevnou plochu lze zvyšovat především zvětšováním rozměrů samotného kotle. U lokomotivních kotlů byla ale tato možnost omezena maximální možnou velikostí lokomotivy. Další cestou byla montáž přídavných ploch do skříňového kotle: varníků a varných trubek. U některých kotlů (zvláště posledních typů parních lokomotiv) byla velikost přímé výhřevné plochy zvětšena montáží spalovací komory, což bylo zvětšení prostoru skříňového kotle na úkor válcového kotle posunutím pecní trubkovnice.
Nepřímou výhřevnou plochu bylo možno zvyšovat montáží většího množství trubek a prodlužováním válcového kotle, ale i u této metody se brzy narazilo na různá konstrukční omezení. Kompromis, který konstruktéři nalezli, je vidět na existujících lokomotivách.